# 天草市立御所浦北中学校
天草市立御所浦北中学校（あまくさしりつ ごしょうらきたちゅうがっこう）は、かつて熊本県天草市御所浦町横浦にあった中学校。

## 沿革
- 1947年（昭和22年）- 御所浦村立御所浦北中学校創立
- 1961年（昭和36年）- 御所浦小学校との併設をとく
- 1963年（昭和38年）- 御所浦町立御所浦北中学校と改称
- 2006年（平成18年）- 天草市立御所浦北中学校と改称
- 2012年（平成24年）- 天草市立御所浦中学校へ統合

## 学校周辺
- 唐網代瀬戸
- 横浦瀬戸
- 御所浦北簡易郵便局
- 御所浦北保育園